# 会津宫下站
會津宮下站（日语：／ Aizu-miyashita eki */?）是一個位於福島縣大沼郡三島町大字宮下字田中，屬於東日本旅客鐵道（JR東日本）只見線的鐵路車站。

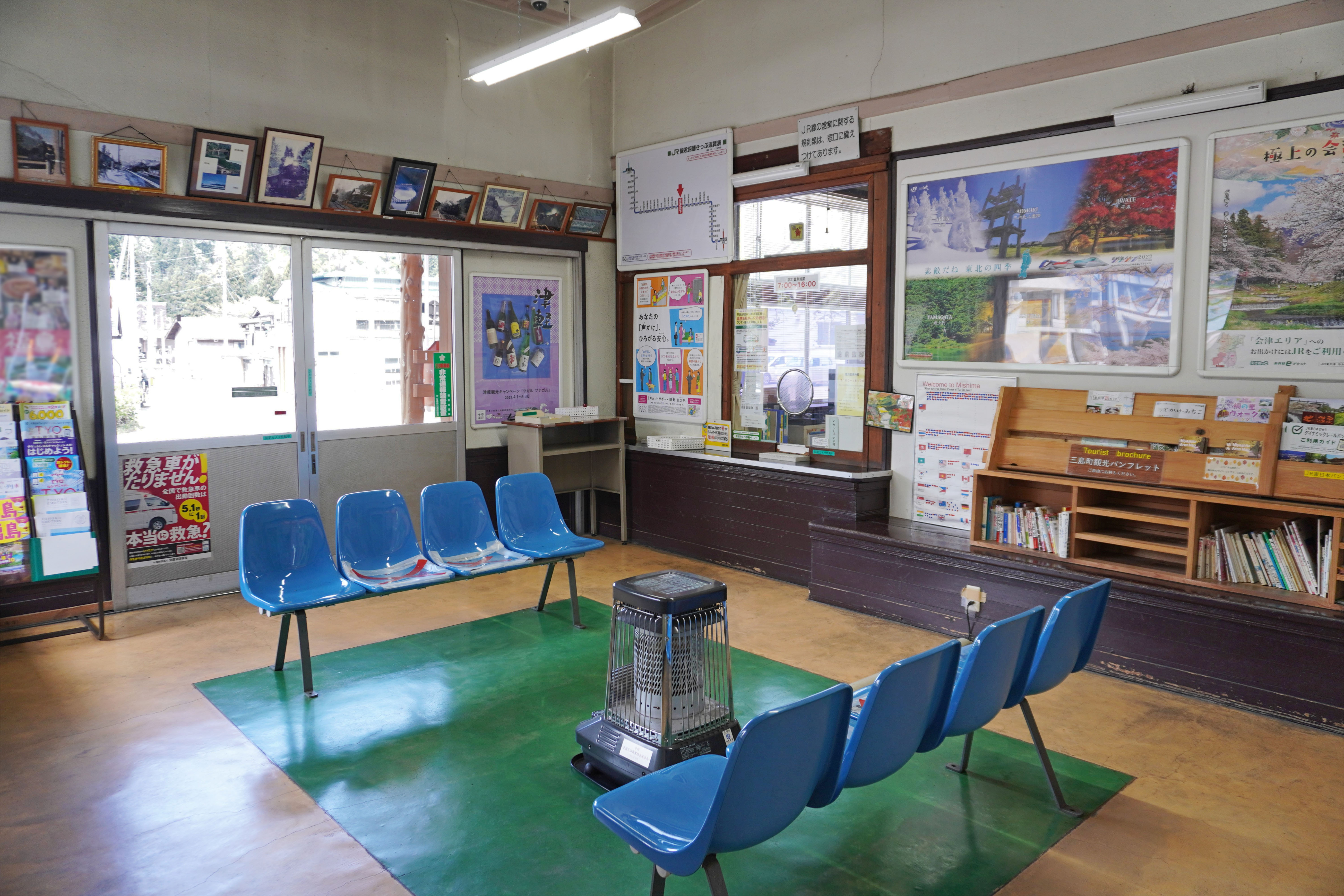
車站內部（2023年4月）

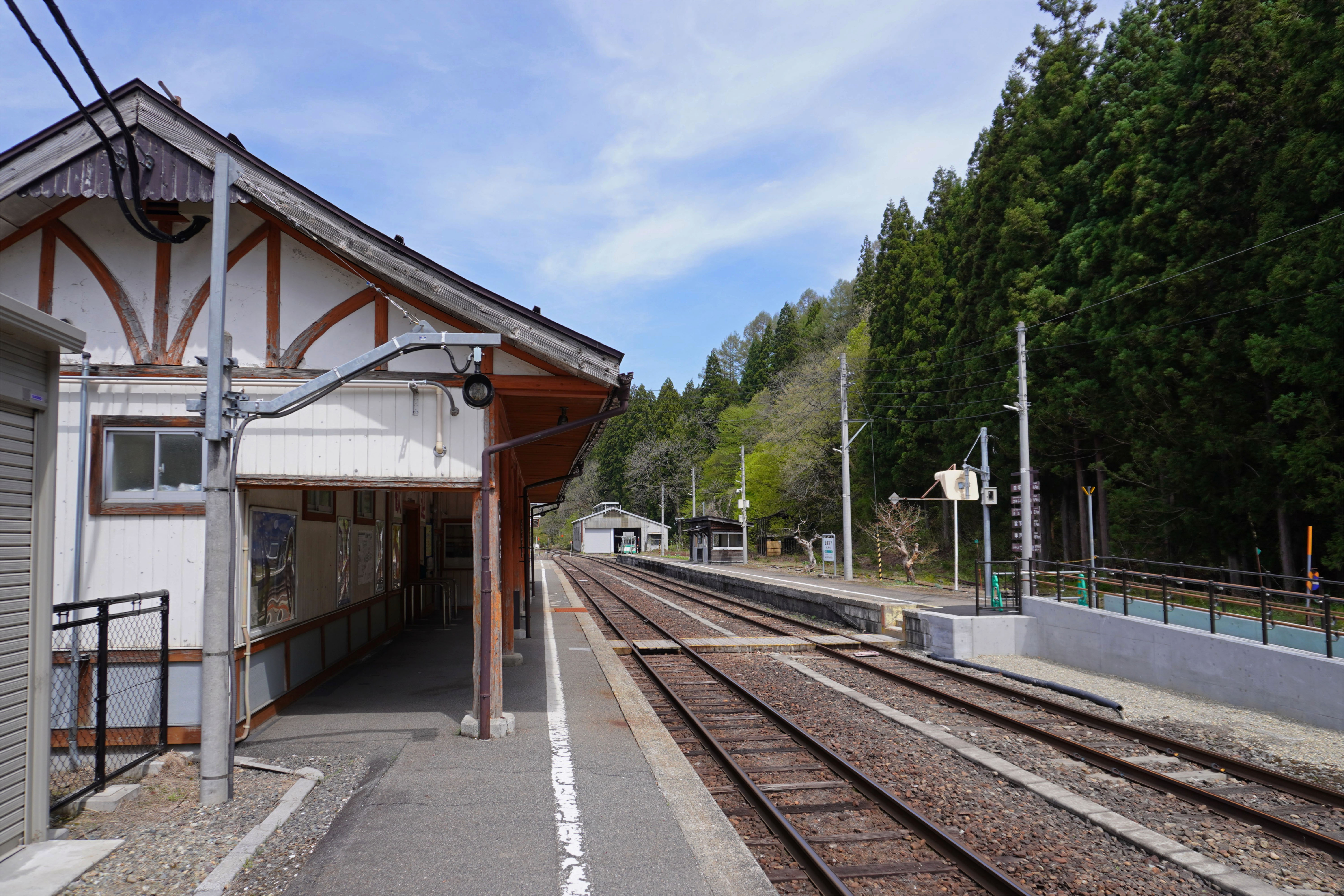
月台（2023年4月）

## 車站結構

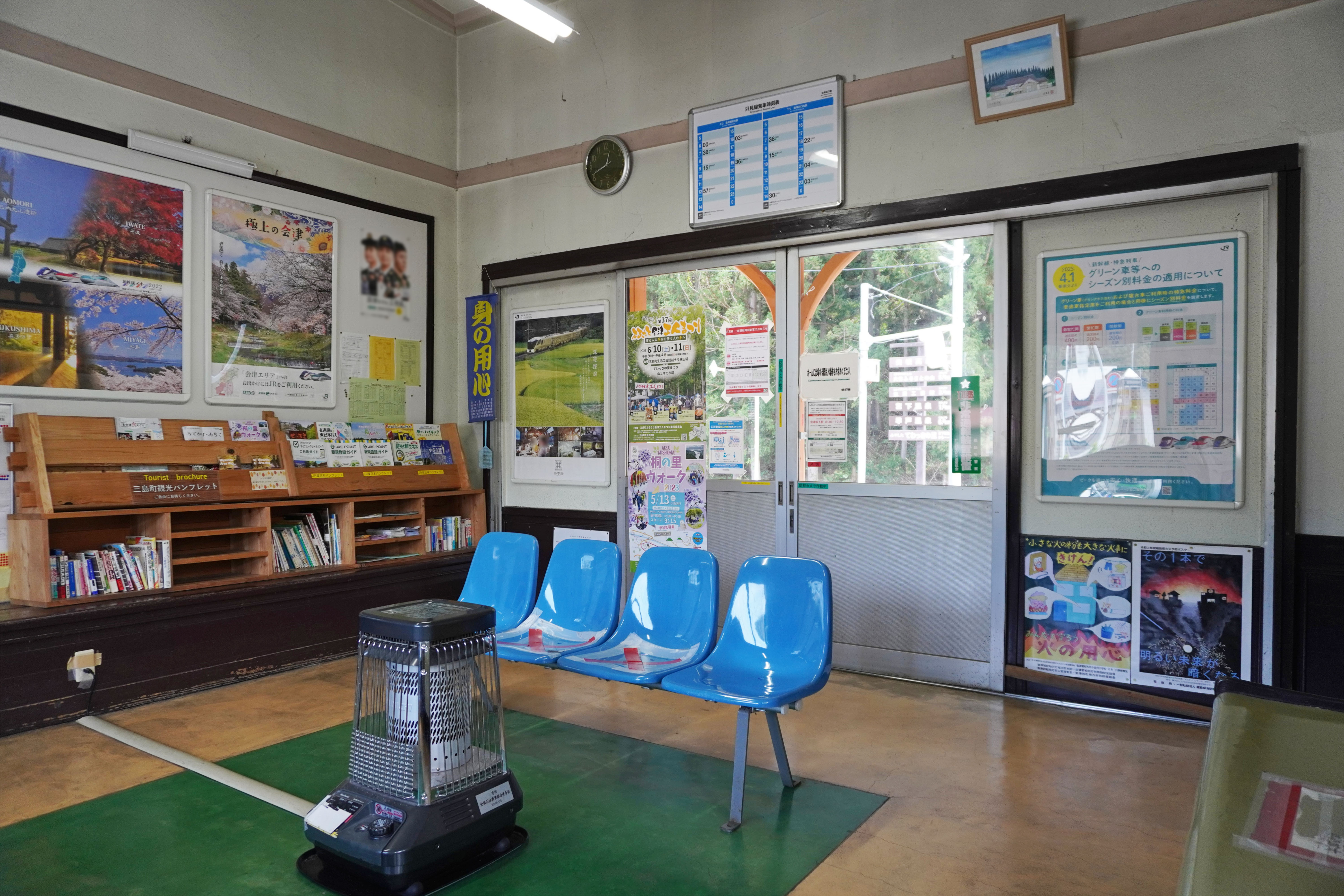
閘門（2023年4月）

對向式月台2面2線與側線的地面車站。

### 月台配置
| 路線    | 方向 | 目的地                           |
| ------- | ---- | -------------------------------- |
| ■只見線 | 上行 | 會津柳津、會津坂下、會津若松方向 |
| ■只見線 | 下行 | 會津川口、只見、小出方向         |

## 相鄰車站
東日本旅客鐵道
■只見線
會津西方－會津宮下－早戶